# Давыдов, Олег Олегович
Олег Олегович Давыдов (укр. Олег Олегович Давидов; род. 29 марта 1982, Нежин, Черниговская область) — украинский футболист, защитник.

## Игровая карьера
Футболом начинал заниматься в РВУФК (Киев), которое закончил в 1999 году. Первые тренеры — Сиванюк Владимир Николаевич и Яшков Владимир Евгеньевич. В профессиональном футболе дебютировал в 2001 году в дубле одесского «Черноморца».
В украинской Премьер-лиге сыграл 3 матча, выступая в составе команды «Нефтяник-Укрнефть». Дебют — 21 июля 2007 года в игре против донецкого «Шахтёра». В Ахтырке провёл всего полгода.
Основная часть карьеры прошла в первой лиге, где Давыдов провёл более 200 матчей. Играл в командах ЦСКА (Киев), «Десна» (Чернигов), «Звезда» (Кировоград), МФК «Николаев».
В январе 2013 года стал игроком ПФК «Сумы». С 2015 играет за «Черкасский Днепр».
В апреле 2019 года решением КДК ФФУ пожизненно отстранён от любой деятельности, связанной с футболом, за участие в организации договорных матчей.